# Kalpish Ratna
Kalpish Ratna es el seudónimo de los autores hindúes Kalpana Swaminathan y Ishrat Syed. Los escritores son cirujanos e historiadores de la medicina. Han escrito la serie Favourite Tales, el libro de no ficción Uncertain Life and Sure Death: Medicine and Mahamari in Maritime Mumbai y la novela histórica The Quarantine Papers. Kalpish Ratna es casi anagrama de los nombres de los autores y significa en las dos lenguas sánscrita y persa «los placeres de la imaginación». Syed y Swaminathan han escrito juntos desde 1996.

## Obras
- 2003 - Urban Voice: Essays from the Indian Subcontinent
- 2003 - Doctor Wrasse of Crystal Rock
- 2003 - Favourite Tales: Monkey and the Crocodile
- 2003 - Favourite Tales: Lion and the Cave
- 2003 - Favourite Tales: Doves and the Mole
- 2003 - Favourite Tales: Crow and the Pitcher
- 2004 - Favourite Tales: Singing Ass
- 2004 - Favourite Tales: Blue Jackal
- 2004 - Favourite Tales: Three Fishes
- 2004 - Favourite Tales: Stupid Lion
- 2004 - Favourite Tales: Mouse Maiden
- 2006 - Favourite Tales: Jackal & the Drum
- 2006 - A Compendium of Family Health
- 2006 - Nyagrodha: The Ficus Chronicles
- 2009 - Uncertain Life and Sure Death: Medicine and Mahamari in Maritime Mumbai
- 2009 - Nalanda Chronicles
- 2009 - Remaking Higher Education: Essays in Dissent
- 2010 - The Quarantine Papers